# Infrafamiglia
L'infrafamiglia (pl. infrafamiglie) è una categoria tassonomica, utilizzata in biologia per la classificazione scientifica delle forme di vita. Rappresenta un taxon gerarchicamente inferiore alla sottofamiglia e superiore alla supertribù.